# Dioníssios Solomós
Dioníssios Solomós (en grec: Διονύσιος Σολωμός; nascut a l'illa de Zacint el 1798 i mort a Corfú el 1857) fou el poeta grec més important del segle xix i és considerat a Grècia el creador de la llengua poètica moderna.
Després de formar-se a Itàlia i d'escriure durant un temps poemes exclusivament en italià, va decidir abocar-se al cultiu de la llengua popular grega, amb la intenció de fer-ne un vehicle de la més alta expressió poètica. Es tractava d'una tasca molt difícil, ja que, d'una banda, la formació de Solomós era exclusivament italiana i clàssica i, de l'altra, en aquella època hi havia pocs models literaris grecs en què pogués inspirar-se.
La poesia de Solomós està molt marcada per la lluita d'alliberament nacional (l'alçament grec contra la dominació otomana havia esclatat el 1821). Una de les seves obres de jovenesa més conegudes és justament l'Himne a la llibertat, un cant a la lluita per la independència, que el va fer immediatament famós.
Els seus poemes de maduresa (El cretenc, Els lliures assetjats, El tauró) són tots fragmentaris, però demostren un domini excepcional de la llengua poètica i un gust per l'experimentació lingüística absolutament modern.
També va escriure textos en prosa en italià i en grec, entre els quals destaquen el Diàleg i La dona de Zante.

## Traduccions al català
- 1897 – Solomós, Dionissios. «Himne a la llibertat». Traducció d'Antoni Rubió i Lluch. La Veu de Catalunya, (14-03-1897): 90 (les quatre primeres estrofes).[1][2]
- 1988 – (Diversos autors). Set poetes neogrecs. Antologia. Traducció de Carles Miralles i Montserrat Camps (inclou poemes de Solomós). Les millors obres de la literatura universal / Segle XX, nº25. Barcelona: Edicions 62, 1988.[1]